# Kellergraben (Mühlenau)
Der Kellergraben ist ein Nebenfluss der Mühlenau in Ellerbek und Rellingen im schleswig-holsteinischen Kreis Pinneberg.
Er entspringt an der Lerchenstraße, unterquert den Hermann-Löns-Weg, den Moorweg, Am Ellernhof, die Rechterallee, den Pütjenweg, die Pinneberger Straße, die Lerchenstraße, Burstah und den Ihlweg, danach mündet er in die Mühlenau.